# Priser og nomineringer modtaget af Trine Dyrholm
Liste over priser og nomineringer modtaget af skuespiller Trine Dyrholm.

## Priser og nomineringer

### Amanda Awards
| År   | Nominerede værk | Kategori                     | Resultat  | Ref. |
| ---- | --------------- | ---------------------------- | --------- | ---- |
| 2009 | deUSYNLIGE      | Årets kvinnelige skuespiller | Nomineret |      |

### Berlin International Film Festival
| År   | Nominerede værk | Kategori                                    | Resultat | Ref.  |
| ---- | --------------- | ------------------------------------------- | -------- | ----- |
| 2016 | Kollektivet     | Sølvbjørn for bedste kvindelige skuespiller | Vundet   | [ 1 ] |

### Bodilprisen
| År   | Nominerede værk     | Kategori                                                               | Resultat  | Ref.  |
| ---- | ------------------- | ---------------------------------------------------------------------- | --------- | ----- |
| 2021 | Erna i krig         | Bedste kvindelige hovedrolle                                           | Nomineret | [ 2 ] |
| 2020 | Dronningen          | Bedste kvindelige hovedrolle                                           | Vundet    | [ 3 ] |
| 2018 | Du forsvinder       | Bedste kvindelige hovedrolle                                           | Nomineret |       |
| 2017 | Kollektivet         | Bedste kvindelige hovedrolle                                           | Vundet    |       |
| 2016 | Lang historie kort  | Bedste kvindelige birolle                                              | Nomineret |       |
| 2016 | Arvingerne          | Kathrine Windfelds Mindelegat (delt med Maya Ilsøe og Pernilla August) | Vundet    | [ 4 ] |
| 2013 | Den skaldede frisør | Bedste kvindelige hovedrolle                                           | Nomineret |       |
| 2013 | En kongelig affære  | Bedste kvindelige birolle                                              | Nomineret |       |
| 2011 | Hævnen              | Bedste kvindelige hovedrolle                                           | Vundet    | [ 5 ] |
| 2009 | Lille soldat        | Bedste kvindelige hovedrolle                                           | Nomineret |       |
| 2008 | Daisy Diamond       | Bedste kvindelige birolle                                              | Nomineret |       |
| 2007 | En soap             | Bedste kvindelige hovedrolle                                           | Vundet    | [ 6 ] |
| 2006 | Fluerne på væggen   | Bedste kvindelige hovedrolle                                           | Vundet    | [ 7 ] |
| 2005 | Forbrydelser        | Bedste kvindelige birolle                                              | Vundet    | [ 8 ] |
| 1991 | Springflod          | Bedste kvindelige hovedrolle                                           | Vundet    | [ 9 ] |

### Robert-prisen
| År   | Nominerede værk     | Kategori                                            | Resultat  | Ref.   |
| ---- | ------------------- | --------------------------------------------------- | --------- | ------ |
| 2021 | Erna i krig         | Årets kvindelig hovedrolle                          | Nomineret |        |
| 2020 | Dronningen          | Årets kvindelig hovedrolle                          | Vundet    | [ 10 ] |
| 2020 | Forhøret            | Årets kvindelige birolle - tv-serie                 | Nomineret |        |
| 2018 | Du forsvinder       | Årets kvindelig hovedrolle                          | Nomineret |        |
| 2018 | Arvingerne          | Årets kvindelige hovedrolle - tv-serie              | Nomineret |        |
| 2017 | Kollektivet         | Årets kvindelig hovedrolle                          | Vundet    | [ 11 ] |
| 2016 | Lang historie kort  | Årets kvindelige birolle                            | Vundet    | [ 12 ] |
| 2016 | Arvingerne          | Årets kvindelige hovedrolle - tv-serie              | Vundet    | [ 12 ] |
| 2015 | Arvingerne          | Årets kvindelige hovedrolle - tv-serie              | Vundet    |        |
| 2015 | En du elsker        | Årets kvindelige birolle                            | Nomineret |        |
| 2013 | Den skaldede frisør | Årets kvindelig hovedrolle                          | Vundet    |        |
| 2013 | En kongelig affære  | Årets kvindelige birolle (delt med Bodil Jørgensen) | Vundet    |        |
| 2011 | Hævnen              | Årets kvindelig hovedrolle                          | Vundet    |        |
| 2009 | Lille soldat        | Årets kvindelig hovedrolle                          | Nomineret |        |
| 2008 | Daisy Diamond       | Årets kvindelige birolle                            | Nomineret |        |
| 2007 | En soap             | Årets kvindelig hovedrolle                          | Vundet    |        |
| 2007 | Offscreen           | Årets kvindelige birolle                            | Nomineret |        |
| 2006 | Fluerne på væggen   | Årets kvindelig hovedrolle                          | Nomineret |        |
| 2005 | Forbrydelser        | Årets kvindelige birolle                            | Vundet    |        |
| 2003 | P.O.V.              | Årets kvindelig hovedrolle                          | Nomineret |        |

### Días de Cine Awards
| År   | Nominerede værk | Kategori             | Resultat |
| ---- | --------------- | -------------------- | -------- |
| 2021 | Dronningen      | Best Foreign Actress | Vundet   |

### European Film Awards
| År   | Nominerede værk | Kategori         | Resultat  |
| ---- | --------------- | ---------------- | --------- |
| 2021 | Dronningen      | European Actress | Nomineret |
| 2016 | Kollektivet     | European Actress | Nomineret |

### FEST International Film Award
| År   | Nominerede værk | Kategori     | Resultat  |
| ---- | --------------- | ------------ | --------- |
| 2019 | Dronningen      | Best Actress | Nomineret |
| 2016 | Kollektivet     | Best Actress | Nomineret |

### Guldbagge-prisen
| År   | Nominerede værk | Kategori               | Resultat  |
| ---- | --------------- | ---------------------- | --------- |
| 2019 | X&Y             | Bästa kvinnliga biroll | Nomineret |

### Göteborg Film Festival
| År   | Nominerede værk | Kategori         | Resultat |
| ---- | --------------- | ---------------- | -------- |
| 2019 | Dronningen      | Best Performance | Vundet   |

### Kosmorama - Trondheim Internasjonale Filmfestival
| År   | Nominerede værk | Kategori                                              | Resultat  |
| ---- | --------------- | ----------------------------------------------------- | --------- |
| 2009 | deUSYNLIGE      | Kanonprisen for Best Female Actress in a Leading Role | Nomineret |

### Ole Awards
| År   | Nominerede værk    | Kategori                  | Resultat  |
| ---- | ------------------ | ------------------------- | --------- |
| 2013 | En kongelig affære | Bedste kvindelige birolle | Nomineret |

### Satellite Awards
| År   | Nominerede værk | Kategori                                          | Resultat  |
| ---- | --------------- | ------------------------------------------------- | --------- |
| 2019 | Nico, 1988      | Best Actor in a Motion Picture, Comedy or Musical | Nomineret |

### Titanic International Film Festival
| År   | Nominerede værk | Kategori     | Resultat |
| ---- | --------------- | ------------ | -------- |
| 2018 | Nico, 1988      | Best Actress | Vundet   |

### Valladolid International Film Festival
| År   | Nominerede værk | Kategori                             | Resultat |
| ---- | --------------- | ------------------------------------ | -------- |
| 2009 | Lille soldat    | Critics Award for Best Foreign Actor | Vundet   |

### Vilnius International Film Festival
| År   | Nominerede værk | Kategori                     | Resultat |
| ---- | --------------- | ---------------------------- | -------- |
| 2016 | Kollektivet     | Baltic Gaze for Best Actress | Vundet   |

### Svend-prisen
| År   | Nominerede værk | Kategori                            | Resultat | Ref.   |
| ---- | --------------- | ----------------------------------- | -------- | ------ |
| 2021 | Erna i krig     | Årets kvindelige skuespiller        | Vundet   | [ 13 ] |
| 2019 | Dronningen      | Årets kvindelige skuespiller        | Vundet   | [ 14 ] |
| 2017 | Du forsvinder   | Årets bedste kvindelige skuespiller | Vundet   | [ 15 ] |
| 2016 | Kollektivet     | Årets bedste kvindelige skuespiller | Vundet   | [ 16 ] |

### Zulu Awards
| År   | Nominerede værk     | Kategori                        | Resultat  | Ref.   |
| ---- | ------------------- | ------------------------------- | --------- | ------ |
| 2016 | Kollektivet         | Årets danske skuespiller        | Nomineret | [ 17 ] |
| 2015 | Arvingerne          | Årets danske skuespiller        | Nomineret | [ 18 ] |
| 2013 | Den skaldede frisør | Årets danske skuespillerinde    | Vundet    | [ 19 ] |
| 2011 | Hævnen              | Årets danske skuespillerinde    | Nomineret |        |
| 2004 | Forbrydelser        | Årets danske kvindelige birolle | Vundet    |        |

### Zurich Film Festival
| År   | Nominerede værk | Kategori     | Resultat |
| ---- | --------------- | ------------ | -------- |
| 2019 | Dronningen      | Best Actress | Vundet   |